# Lammassaari (ö i Norra Österbotten, Koillismaa, lat 66,14, long 29,25)
Lammassaari är en ö i Finland. Den ligger i sjön Rukajärvi och i kommunen Kuusamo i den ekonomiska regionen  Koillismaa ekonomiska region  och landskapet Norra Österbotten, i den nordöstra delen av landet, 700 km norr om huvudstaden Helsingfors. Öns area är 2,3 hektar och dess största längd är 360 meter i öst-västlig riktning.